# Don't Wanna Lie
「Don't Wanna Lie」（ドント・ワナ・ライ）は、日本の音楽ユニット・B'zの楽曲。2011年6月1日にVERMILLION RECORDSより49作目のシングルとして発売された。

## 概要
18thアルバム『C'mon』からの先行シングルで、前作『さよなら傷だらけの日々よ』がリリースされていない状況での発表となった。
2006年以来5年ぶりとなる『名探偵コナン』のタイアップで、「ゆるぎないものひとつ」以来6度目である。また、本作のPVの一部が『名探偵コナン』アニメOP映像に使用されており、同番組のOP映像にB'zのPVが使用されるのは1999年に採用された「ギリギリchop」以来となる。また、このPVの撮影が松本のグラミー賞受賞後の初仕事となった。
初回限定盤と通常盤の2種リリースで、初回限定盤はPVを収録したDVDが付属されている。2011年6月12日まで（当初は6月5日まで）のスペシャル特典で、初回限定盤、通常盤それぞれの包装ビニールについているシールを送付すると「Don't Wanna Lie -Ballad Version-」が収録されたスペシャルCDを応募者全員に、また初回限定盤のみのシールを送付すると、B'z直筆サイン入り「Don't Wanna Lie」オリジナルフラッグを抽選で100名にプレゼントのキャンペーンが実施された。
初週で16.9万枚の売上を記録し、6月13日付のオリコン週間シングルランキングで5thシングル『太陽のKomachi Angel』から45作連続の初登場1位を獲得し、自身の持つシングル歴代1位記録の「通算首位獲得作品数」「連続首位獲得作品数」を更新した。
18thアルバム『C'mon』には2曲とも収録され、シングル収録曲が全てオリジナル・アルバムに収録されたのは41stシングル『ゆるぎないものひとつ』以来5年ぶりとなった。
発売日前後のメンバーのTV出演によるプロモーション活動は行われておらず、テレビでの披露も行われていない。

## 収録曲
| 全作詞: 稲葉浩志、全作曲: 松本孝弘、全編曲: 松本孝弘・稲葉浩志・寺地秀行。 |                     |          |            |      |
| #                                                                          | タイトル            | 作詞     | 作曲・編曲 | 時間 |
| 1.                                                                         | 「Don't Wanna Lie」 | 稲葉浩志 | 松本孝弘   | 4:06 |
| 2.                                                                         | 「Homebound」       | 稲葉浩志 | 松本孝弘   | 4:10 |
| 合計時間:                                                                  | 合計時間:           | 8:16     |            |      |

| #         | タイトル                             | 作詞      | 作曲      | 時間 |
| --------- | ------------------------------------ | --------- | --------- | ---- |
| 1.        | 「Don't Wanna Lie -Ballad Version-」 | 稲葉浩志  | 松本孝弘  | 2:17 |
| 合計時間: | 合計時間:                            | 合計時間: | 合計時間: | 2:17 |

| #  | タイトル                         | 作詞 | 作曲・編曲 |
| -- | -------------------------------- | ---- | ---------- |
| 1. | 「Don't Wanna Lie」(MUSIC VIDEO) |      |            |

## 楽曲解説

### CD
1. Don't Wanna Lie
  - 東宝系アニメ映画『名探偵コナン 沈黙の15分』のために書き下ろされた楽曲で、メンバーは何度も楽曲を提供させていただいている、B'zにとっても切っても切れない作品です。5年振りということで、はりきって制作させていただきましたとコメントした[7]。
  - 1998年公開の『14番目の標的』以降、ビーイング所属のアーティストが劇場版『名探偵コナン』の主題歌を担当していたが、この曲で一度終了となり、2016年の第20作目に「世界はあなたの色になる」が採用されるまで途絶えることになった[注 3]。
  - メンバーは映画の台本を読んでから楽曲の制作に当たっており、松本は「（楽曲が使用される箇所が）テレビがオープニング、映画がエンディングということで、そのバランスが取れる曲調を意識した」と語っている。[要出典]
  - 稲葉はこの曲のテーマとして「人生において大切な瞬間に、自分にウソをつかないでいよう」という意志を挙げている。ちなみに、リリース前の仮タイトルとして「moment of truth （= 正念場）」というものがあった[8]。
  - PVは前作「さよなら傷だらけの日々よ」と同じロサンゼルスでの撮影となった。
  - 本楽曲のバラードバージョンである「Don't Wanna Lie -Ballad Version-」も同時に制作されており、購入者特典として配布されるCDに収録されている[5]。この音源は現在までその他のCDには未収録かつ配信もされておらず、入手が困難となっている。
2. Homebound
  - 2010年11月から開始された、アルバム制作の過程で完成した楽曲。歌詞について稲葉は「そのころよく見ていた光景がヒントになって歌詞が出来上がった」と語っている。[要出典]
  - TBS系『NEWS23クロス』のタイアップが付いているが[9]、タイアップはいくつかの楽曲候補の中から選ばれた。[要出典]

### DVD （初回限定盤のみ）
- 「Don't Wanna Lie」 MUSIC VIDEO

## タイアップ
- 読売テレビ・日本テレビ系アニメ『名探偵コナン』オープニングテーマ(2011年4月30日 - 7月30日)（#1）
- 東宝系映画『名探偵コナン 沈黙の15分』主題歌（#1）[注 4]
- TBS系『NEWS23クロス』エンディングテーマ（#2）[注 5]

## 参加ミュージシャン
- 松本孝弘：ギター、全曲作曲・編曲
- 稲葉浩志：ボーカル、全曲作詞・編曲
- 寺地秀行：全曲編曲
- シェーン・ガラース：ドラム
- バリー・スパークス：ベース
- 杉山麻衣子 with Lime Ladies Orchestra ：ストリングス

## 収録アルバム
Don't Wanna Lie
- C'mon
- THE BEST OF DETECTIVE CONAN 4 〜名探偵コナン テーマ曲集4〜
- B'z The Best XXV 1999-2012
- 劇場版 名探偵コナン 主題歌集 〜“20”All Songs〜

Homebound
- C'mon

## ライブ映像作品
Don't Wanna Lie
- B'z LIVE-GYM 2011 -C'mon-
- B'z COMPLETE SINGLE BOX（特典DVD）

Homebound
- B'z LIVE-GYM 2011 -C'mon-